# Kurtguentheria brachyxipha
Kurtguentheria brachyxipha är en insektsart som beskrevs av Andrej Vasiljevitj Gorochov och Mikhail B. Mostovski 2008. Kurtguentheria brachyxipha ingår i släktet Kurtguentheria och familjen syrsor. Inga underarter finns listade i Catalogue of Life.